# ロベルト・ヨハンソン
ロベルト・ヨハンソン (Robert Johansson、1990年3月23日-)はノルウェーの元スキージャンプ選手である。2018年平昌オリンピック団体金メダリスト、個人ノーマルヒルおよびラージヒル銅メダリスト、スキーフライング世界選手権団体金メダリスト。スキーフライング最長不倒距離の元世界記録保持者であり、2017年3月18日にヴィケルスン大会団体戦の1本目で252.0mを記録したが、2人後に飛んだシュテファン・クラフトが253.5mを記録し、すぐに更新された。ヨハンソンは、見事な口ひげの持ち主としても知られている。

## 経歴
ヨハンソンは2009年のジュニア世界スキー選手権でのチーム競技で4位に入賞し、2010年のジュニア世界スキー選手権も出場した。2012年1月にヨハンソンはノイシュタットで行われたスキージャンプ・コンチネンタルカップで最初の表彰台を獲得し（3位）、2012年3月にはクオピオで行われたコンチネンタルカップで優勝した。ワールドカップでは、彼は2013年11月にクーサモで13位になった。ヨハンソンはそのシーズン中、2014年1月に札幌で20位と19位になった。
韓国の平昌で行われた2018年冬季オリンピックで、ヨハンソンはノーマルヒル個人とラージヒル個人の両方で銅メダルを獲得し、団体金メダルのメンバーとなった。
ワールドカップ初表彰台は2017年スキージャンプ週間インスブルック大会の2位、初優勝は2018年ヴィケルスン大会である。スキーフライング世界選手権では2018年および2020年団体戦の優勝メンバーとなった。2021年ノルディックスキー世界選手権では個人ラージヒルで2位となった。
2021年5月には背中を手術した。ワールドカップでは3位が2回で総合12位であった。2022年北京オリンピックでは、個人ノーマルヒル20位、混合団体ノーマルヒル8位、個人ラージヒル32位、男子団体ラージヒル4位のメンバーとなった。フライング世界選手権ヴィケルスン大会では背中の痛みにより2日目（3本目以降）を欠場し、個人30位であった。以後のワールドカップも欠場した。
2025年の世界選手権トロンハイム大会では、個人ラージヒルに出場し19位となったが、その後のスーツ検査でチームぐるみの不正が見つかったことから、Row Airの初戦にはエントリーしたものの失格となり、以降ワールドカップ最終戦まで出場停止処分が課された。
2025年5月、引退を表明した。

## 主な競技成績

### 冬季オリンピック
- 2018平昌オリンピック（ 韓国）
  - 個人ノーマルヒル 3位
  - 個人ラージヒル 3位
  - 団体ラージヒル 1位
- 2022北京オリンピック（ 中国）
  - 個人ノーマルヒル 20位
  - 混合団体ノーマルヒル 8位
  - 個人ラージヒル 32位
  - 男子団体ラージヒル 4位

### 世界選手権
- 2017年ラハティ大会 ( フィンランド)
  - 個人ノーマルヒル 16位
- 2019年ゼーフェルト大会 ( オーストリア)
  - 個人ノーマルヒル 16位
  - 個人ラージヒル 8位
  - 混合団体ノーマルヒル 3位
  - 男子団体ラージヒル 5位
- 2021年オーベルストドルフ大会 ( ドイツ)
  - 個人ノーマルヒル 6位
  - 個人ラージヒル 2位
  - 混合団体ノーマルヒル 2位
  - 男子団体ラージヒル 6位
- 2025年トロンハイム大会 ( ノルウェー)
  - 個人ラージヒル 19位

### フライング世界選手権
- 2018年オーベルストドルフ大会( ドイツ)
  - 個人 9位
  - 団体 1位
- 2020年プラニツァ大会( スロベニア)
  - 個人 5位
  - 団体 1位
- 2022年ヴィケルスン大会( ノルウェー)
  - 個人 30位

### ジュニア世界選手権
- 2009年シュトルブスケ・プレソ大会（ スロバキア）
  - 男子個人 29位
  - 男子団体 4位
- 2010年ヒンターツァルテン大会（ ドイツ）
  - 男子個人 29位
  - 男子団体 11位

### ワールドカップ
- 通算 1位3回、2位5回、3位8回（2024/25シーズンまで）

| シーズン | 順位 | ポイント       |
| -------- | ---- | -------------- |
| 2008/09  | .    | （予選不通過） |
| 2013/14  | 61.  | 43             |
| 2014/15  | 75.  | 5              |
| 2015/16  | 58.  | 19             |
| 2016/17  | 14.  | 424            |
| 2017/18  | 5.   | 840            |
| 2018/19  | 6.   | 974            |
| 2019/20  | 17.  | 503            |
| 2020/21  | 5.   | 884            |
| 2021/22  | 12.  | 531            |
| 2022/23  | 21.  | 387            |
| 2023/24  | 29.  | 195            |
| 2024/25  | 48.  | 32             |

## 口髭
ヨハンソンは平昌オリンピックに出場する2年前から口髭を生やし始めた。その手入れされたハンドルバー・ムスタッシュはメディアの注目を集めた。